# Nina Baumgarten
Nina Irena Baumgarten (* 23. Mai 1918 in Stockholm; † 15. Juni 2009 in Horebeke, Belgien) war eine niederländische Kurierin und Englandfahrerin während des Zweiten Weltkrieges.

## Werdegang
Nina Baumgarten wurde als Tochter des lettischstämmigen russischen Diplomaten und Geschäftsmannes Oscar Eugen Carl Wilhelm Baumgarten (1884–1919) und der Niederländerin Niesje van der Linde (1892–1963) in Stockholm geboren und wurde lutherisch getauft. Aufgrund der russischen Revolution entschied die Familie, in Schweden zu bleiben, was dazu führte, dass sie staatenlos wurde. Nachdem ihr Vater 1919 an einem Bronchialkarzinom gestorben war, kam Nina Baumgarten mit ihrer Mutter nach Rotterdam. Im Januar 1921 heiratete ihre Mutter den KNIL-Offizier Piet Bersma, mit dem sie die Söhne Piet, Jan und Rudi bekam. Als Nina sieben Jahre alt war, reiste die wohlhabende Familie nach Niederländisch-Indien. In Folge lebten sie jeweils drei bis vier Jahre in Niederländisch-Indien, jedes Jahr an einem anderen Ort, abwechselnd mit einem Jahr Aufenthalt in den Niederlanden. Nina Baumgarten besuchte die Hogereburgerschool in Bandung in West-Java, wo sie eine Beziehung mit ihrem Klassenkameraden Loet Kist begann. Nachdem sie 1937 ihr HBS-Diplom erhalten hatte, setzte sie ihre Ausbildung in den Niederlanden fort und machte am Schoevers Institut in Den Haag eine Ausbildung zur Sekretärin. Loet Kist ging an die Koninklijke Militaire Academie (KMA) in Breda. 1939 verlobten sie sich. Nina Baumgarten lebte während dieser Zeit in einer Pension und hatte ein gutes Verhältnis zu ihrer Vermieterin, die sich um sie kümmerte.

## Tätigkeit im Zweiten Weltkrieg
Nach Kriegsbeginn und der Besetzung der Niederlande war Nina Baumgarten vermutlich als Sekretärin im Rijksbureau voor Voedselvoorziening (Reichsstelle für Kriegsernährung) tätig. Ihr Verlobter Kist hatte sich nach der Auflösung der KMA der illegalen Widerstandsgruppe Ordedienst (OD) angeschlossen und Nina Baumgarten war als Kurierin tätig. Ende 1940 flohen Kist und sein Freund Gijs de Jong in den unbesetzten Süden Frankreichs, nachdem sie nach einem gescheiterten Attentat in Abwesenheit zum Tode verurteilt worden waren. Der Ordedienst entschied, dass die Verlobten der beiden Männer, Nina Baumgarten und Lydia van den Broek, die Niederlande verlassen sollten, damit die deutschen Besatzer sie nicht als Druckmittel gegen die geflohenen Männer benutzten konnten. Ende Oktober fuhren die beiden Frauen mit dem Zug nach Bergen op Zoom, wo sie von Kist abgeholt und ins belgische Antwerpen begleitet wurden. Nina Baumgarten sah Kist nie wieder, da er in Brüssel verhaftet und am 23. Juni 1943 in Utrecht auf der Leusderheide hingerichtet wurde. Nina Baumgarten und Lydia van den Broek setzten ihre Reise fort, wobei sie sich als belgische Studentinnen ausgaben.
Beim Überqueren der Demarkationslinie zwischen dem von den Deutschen besetzten Teil und dem vom Vichy-Regime regierten Teil von Frankreich wurden Nina Baumgarten und Lydia van den Broek am 5. Dezember 1941 von der Grünen Polizei festgenommen. Sie blieben vier Monate in Gefangenschaft, zunächst drei Wochen in Dole, danach in Besançon, wo sie unter Schmutz, Kälte, Hunger und Krätze litten. Trotz der Verhöre durch die Gestapo gaben sie keine Informationen preis und wurden überraschend von der Gestapo freigelassen, unter der Auflage, dass sie sofort in die Niederlande zurückkehrten, in der Hoffnung, so Gijs de Jong aufspüren zu können. Nina Baumgarten und Lydia van den Broek beschlossen jedoch, stattdessen nach England zu fliehen. Es gelang ihnen, ihre Beschatter abzuschütteln und mit Hilfe der französischen Resistance die Demarkationslinie zu überqueren. Nach einer langen Reise über Barcelona, Madrid und Lissabon kamen die beiden Frauen am 13. Oktober 1943 in London an. Dort erfuhr Nina Baumgarten, dass ihr Verlobter ermordet worden war. Sie zog in ein Zimmer mit einem Schweizer Ehepaar. Sie trat in den Dienst der niederländischen Exilregierung und wurde Privatsekretärin des damaligen Innenministers Hendrik van Boeijen.

## Weiteres Leben
Nach dem Krieg bewarb sich Nina Baumgarten, die fünf Sprachen beherrschte, darunter auch Malaiisch, erfolgreich auf eine Sekretärinnenstelle in Ceylon in Sri Lanka. Am Flughafen wurde sie von Marinekapitän Cornelis Jan Wingender (1905–1962), seit 1939 Leiter des Marine-Geheimdienstes in Niederländisch-Indien, abgeholt. Sie heirateten am 28. Januar 1947 in Jakarta und kehrten im Sommer desselben Jahres in die Niederlande zurück. Ende 1947 zogen sie nach Den Helder, wo Wingender stationiert war, und 1950 aufgrund seiner Versetzung nach Den Haag. Ein Jahr später wurde dort ihre Tochter Carla geboren. Die Familie lebte in einem Erdgeschoss in der Vruchtenbuurt und Nina Wingender-Baumgarten führte ein Leben als Hausfrau und Mutter, kümmerte sich um Familie und Verwandtschaft, schneiderte und pflegte ihre Freundschaften, unter anderem mit ihrer ehemaligen Vermieterin. Nach dem Tod ihres Ehemannes 1962 zog sie einige Jahre später in ein kleineres Haus in Benoordenhout. Sie verbrachte die letzten fünf Jahre ihres Lebens in einem Seniorenzentrum im belgischen Horebeke, in der Nähe ihrer Tochter, ihrer Enkel und Urenkel, wo sie 2009 starb.

## Auszeichnungen
Nach dem Krieg wurde Nina Baumgarten das niederländische Verdienstkreuz verliehen.